# Laurisilva di Madera
La laurisilva di Madera è il lembo forestale più esteso esistente di laurisilva, una tipologia di foresta sempreverde tipica delle isole della Macaronesia, così chiamata per la predominanza di specie della famiglia delle Lauracee. Si spande sul versante settentrionale dell'isola di Madera, su un'altitudine che va dai 300 ai 1400 metri d'altezza, coprendo circa 15 000 ha. La laurisilva di Madera è stata dichiarata patrimonio dell'umanità dall'UNESCO nel 1999.
La foresta è composta in buona parte da lauracee, tra cui il til (Ocotea foetens), il loureiro (Laurus novocanariensis), il vinhático (Persea indica) e il barbosano (Apollonias barbujana); altre specie includono l’aderno (Heberdenia excelsa), il pau branco (Picconia excelsa), il mocanos (Visnea mocanera),  il Pittosporum coriaceum, il sanguinho (Rhamnus glandulosa), il folhado (Clethra arborea) e il perado (Ilex perado). Le foreste ospitano un ricco sottobosco formato da crittogame e piante erbacee, tra cui Sonchus spp., Argyranthemum spp., Geranium spp. (G. maderense, G. palmatum e G. rubescens) e l'orchidea endemica Goodyera macrophylla.